# Érseki vadászkastély (Hajós)
A hajósi érseki kastély 1740-ben épült Gróf Patachich Gábor kalocsai érsek megbízásából. 

## Története
A kastély ekkor téglalap alaprajzú, egyemeletes középrésszel és földszintes – végein rézsút kapcsolt sarokpavilonos – oldalszárnyakkal ellátott épület volt. A kastély homlokzatainak ekkori színezése: rózsaszín falmezők, fehér tagozatok.
Többszöri átépítés után nyerte el a mai formáját. 1907-ben Haynald Lajos bíborérsek gyermekotthont alapított a kastélyban ami 1998-ig működött.
A kastély teljes felújítása 2009-2010-ben valósult meg.

## Kiállításai
A 2010-es felújítást követően nyílt meg a Hajósi Barokk Kastély múzeum, melyben állandó és időszaki kiállítások is helyet kapnak. 
Állandó kiállítások a kastélyépületben:
1. Vadászat az Alföldön (19. század)
2. Hajósi szentbúcsú sokszínűsége
3. Szőlő és borkultúra a Homokhátságon
4. Főúri életformát bemutató kiállítóterek-szalonok, háló- és dolgozószoba.

## Képek

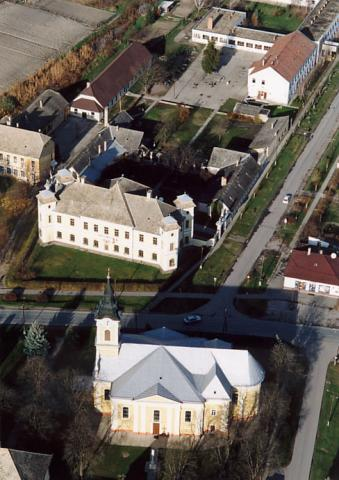
Légifotó Hajós belvárosáról a kastély és a Szent Imre templom épületeivel
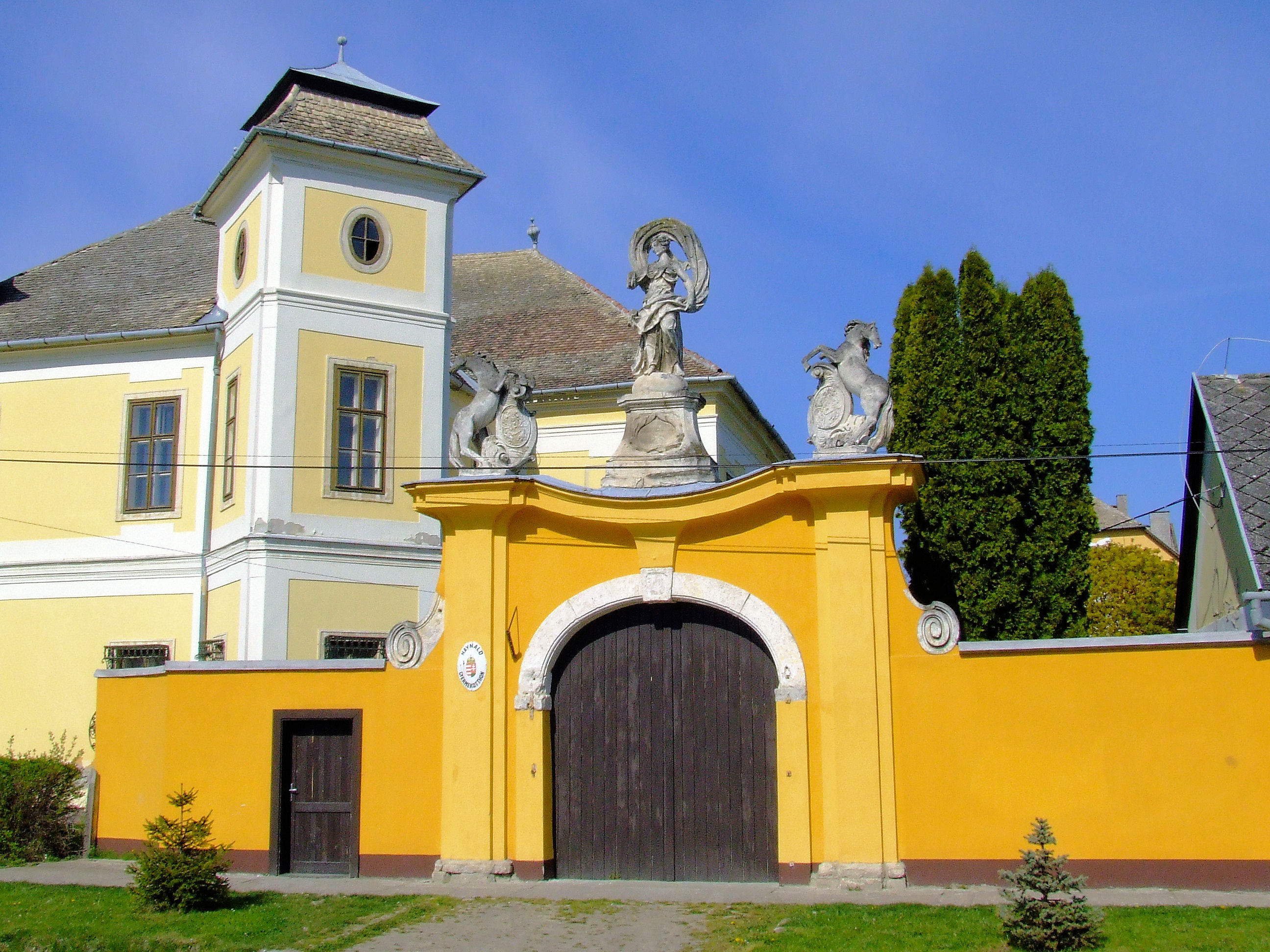
Utca felőli bejárat kapuzata a felújítás előtt
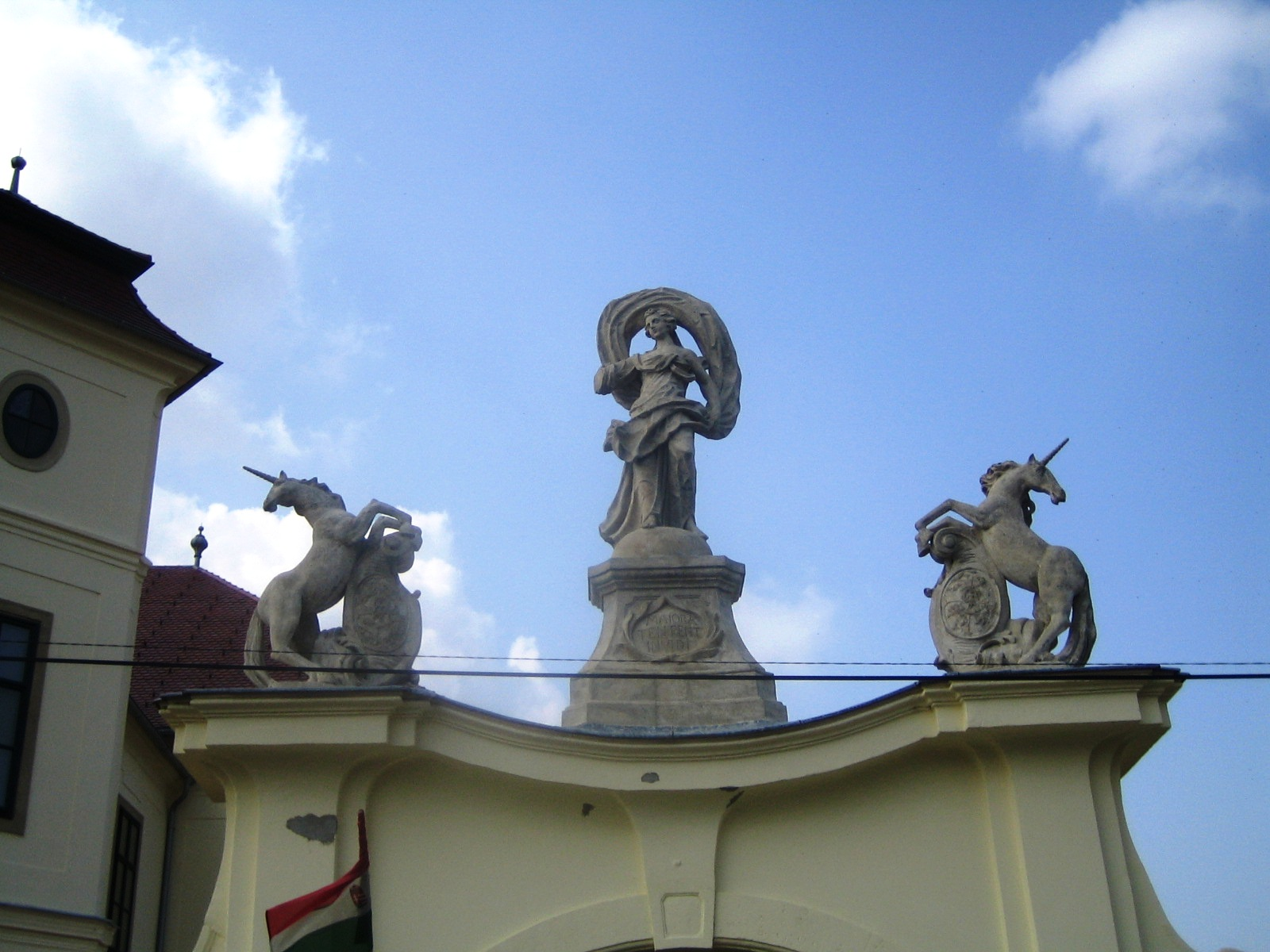
A kastély bejárata feletti kapuzat
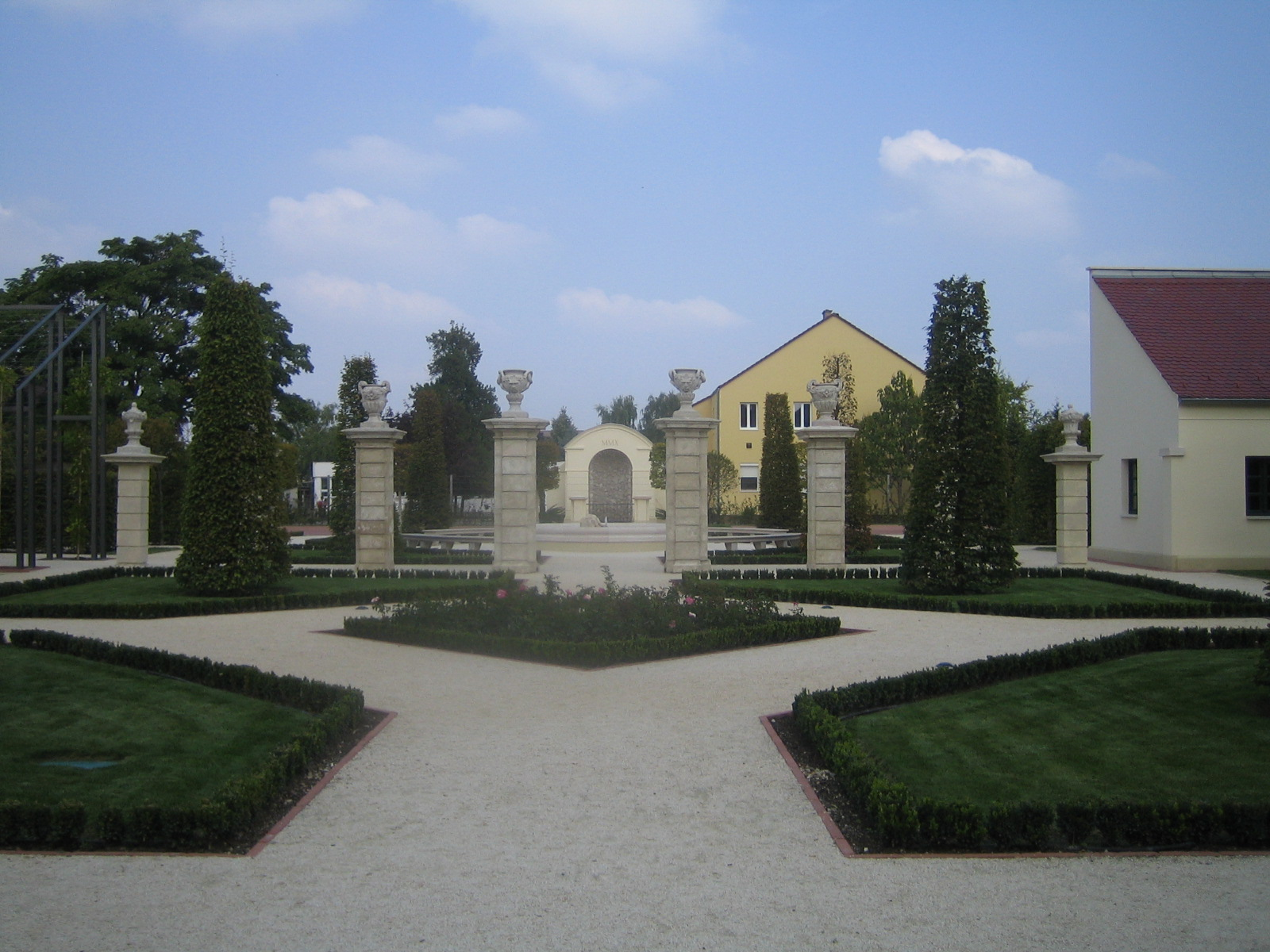
Az érseki kastély helyreállított kertjének részlete